# Peter Eckhart Reichel
Peter Eckhart Reichel (* 27. Juni 1957 in Dresden) ist Autor, Hörspielregisseur und Hörbuchproduzent.

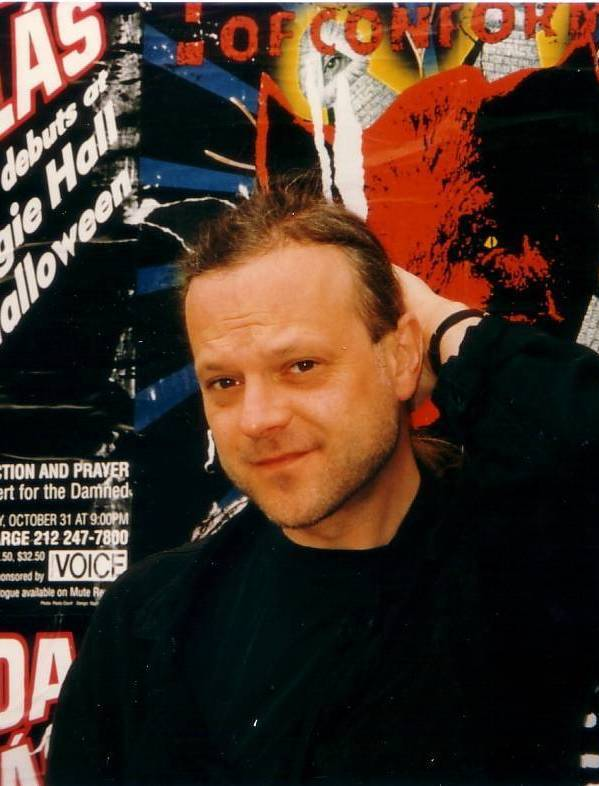
Peter Eckhart Reichel

## Leben
Reichel lebt seit 1991 als freier Autor und Hörbuchproduzent in Berlin; seit 1996 ist er hauptsächlich als Hörspiel- und Featureautor für den Rundfunk tätig. 1997 wurde Reichel Mitglied im Verband deutscher Schriftsteller (VS).
Der Autor arbeitete seit 2001 auch als freier Hörbuchproduzent für das Label duo-phon records und von 2005 bis 2006 als Projektleiter einiger Hörbuchproduktionen für das Label wortstark des Bühnenverlages Felix Bloch Erben. Im Juli 2007 gründete er seinen eigenen Hörbuchverlag hoerbuchedition words & music. Bisher entstanden unter seiner Mitwirkung über 80 Hörbücher.
Reichel schreibt außerdem Drehbücher, Kriminalromane, Hörspiele, Recherchen für Dokumentarfilme sowie Artikel zur Kabarettgeschichte.
Er erhielt für mehrere seiner Hörbuchproduktionen Auszeichnungen, u. a. durch die Juroren der hr2-Hörbuchbestenliste und zwei Nominierungen für den Deutschen Hörbuchpreis 2008 und 2011.

## Rundfunksendungen
- Feature: Nein ernst, als ob das komisch wär, Kabarettistisches um Ringelnatz, Saarländischer Rundfunk und Bayerischer Rundfunk, 1999/2000
- Feature: Kein Goi – Kurt Gerron, Der Lebensweg eines vergessenen Unterhaltungskünstlers, Deutschlandradio Köln, 1997
- Hörspiel: Barclay und Felipe (mit Otto Sander und Manfred Steffen), Regie: Hans Gerd Krogmann, Sender Freies Berlin, 1996

## Hörbuchproduktionen
- Alices Abenteuer im Wunderland von Lewis Caroll, gelesen von Christoph Wittelsbürger (ungekürzte Lesung), hoerbuchedition words & music, 2024, EAN 4099995444292
- Paula Modersohn-Becker: Briefe und Tagebuchblätter von Paula Modersohn Becker, gelesen von Sonja Szylowicki und Ilka Sehnert (gekürzte Lesung), hoerbuchedition words & music, 2023, EAN 4066339772731
- Xiao Yang will es wissen: Der dritte Fall von Kommissar Rieken von Peter Eckhart Reichel, gelesen von Sean Farrell (ungekürzte Lesung), hoerbuchedition words & music, 2022, EAN 4066339014688
- Erstens & zweitens von Daniil Charms, gelesen von Rafaela Kloubert (ungekürzte Lesung), hoerbuchedition words & music, 2022, EAN 4066338559760
- Nordwest Bestial. Der zweite Fall von Kommissar Rieken von Peter Eckhart Reichel, gelesen von Sean Farrell (ungekürzte Lesung), hoerbuchedition words & music, 2021, EAN 4066338214546
- Tödlicher Nordwestwind. Der erste Fall von Kommissar Rieken von Peter Eckhart Reichel, gelesen von Phillip Köhl (ungekürzte Lesung), hoerbuchedition words & music, 2021, EAN 4064066894375
- Der große Gatsby von F. Scott Fitzgerald, gelesen von Ingolf Kloss (ungekürzte Lesung), hoerbuchedition words & music, 2020, EAN 4064066661717
- Die Vergiftung von Maria Lazar, gelesen von Bettina Rossbacher (ungekürzte Lesung), hoerbuchedition words & music, 2019, EAN 4057664491626
- Von Paul zu Pedro - Amouresken von Franziska Gräfin zu Reventlow, gelesen von Susanne Alt (ungekürzte Lesung), hoerbuchedition words & music, 2018, urn:nbn:de:101:1-2019032814113737162528, ISBN 978-3-7175-4074-8 (Druckausgabe)
- Nervosipopel - Elf Angelegenheiten von Joachim Ringelnatz, gelesen von Robert Meier (ungekürzte Lesung), hoerbuchedition words & music, 2018, EAN 4057664397386
- Die Erzählungen des Dr. John H. Watson - Short Mystery Stories von Sir Arthur Conan Doyle / Vol. II, gelesen von Alex Bolte (ungekürzte Lesung), hoerbuchedition words & music, 2018, EAN 4057664397478 (Buch & Textbearbeitung)
- Die Erzählungen des Dr. John H. Watson - Short Mystery Stories von Sir Arthur Conan Doyle / Vol. I, gelesen von Alex Bolte (ungekürzte Lesung), hoerbuchedition words & music, 2018, EAN 4057664328335 (Buch & Textbearbeitung)
- Geschichten aus der Murkelei von Hans Fallada - erzählt von Peter Bieringer (ungekürzte Lesung), hoerbuchedition words & music, 2018, EAN 4057664360076 (Herausgeber)
- "Jetzt ist unser Gesang der Jazz" - Ausgewählte Kurzgeschichten von Wolfgang Borchert, (ungekürzte Lesung) mit Peter Bieringer, hoerbuchedition words & music, 2018, EAN 4057664211002 (Herausgeber)
- Samuel Hahnemann, The Beautiful Dancer And The Bandit King, gelesen von Simon Veredon, Hevert-Arzneimittel GmbH & Co. KG, 2014, English Version. (Buch & Regie)
- Studio-Workshop: Hörspiele konzipieren und professionell produzieren, Ein Ratgeber von Peter Eckhart Reichel, E-Book als multimediale DVD mit 24 integrierten Hörbeispielen, 2012, ISBN 978-3-9813027-4-5.(Buch & Regie)
- Wer nicht vögeln will, muss fliegen, Live-Lesung von und mit Jockel Tschiersch und Katharina Spiering, hoerbuchedition words & music, 2011, ISBN 978-3-9813027-2-1 (Regie)
- Hörbücher produzieren – Von der Idee zur fertigen Audioproduktion – Ein Ratgeber, E-Book / multimediale DVD mit 17 integrierten Hörbeispielen und einer Videosequenz, hoerbuchedition words & music, 2010, ISBN 978-3-9813027-3-8 (Buch & Regie)
- Samuel Hahnemann, die schöne Tänzerin und der Räuberhauptmann, gelesen von Andreas W. Schmidt, Hevert-Arzneimittel GmbH & Co. KG, 2010, (Buch & Regie)
- Erik Satie: Worte & Musik, gelesen von Dietmar Mues und musikalisch begleitet von Steffen Schleiermacher feat. Deutsches Filmorchester Babelsberg, hoerbuchedition words & music, 2010, ISBN 978-3-9813027-1-4 (Texteinrichtung & Regie)
- Nein ernst, als ob das komisch wär … – Kabarettistisches um, über und mit Joachim Ringelnatz, gelesen von Michael Quast und Moritz Stoepel mit O-Tönen von Joachim Ringelnatz, SR/hoerbuchedition words & music, 2009, ISBN 978-3-9813027-0-7 (Buch & Regie)
- 13 Hexengeschichten – Ein Hörbuch für Kinder von Petra Steckelmann, gelesen von Julia von Maydell und Katharina Spiering mit Musik von Martin Fonfara, hoerbuchedition words & music, 2009, ISBN 978-3-9811778-9-3 (Regie)
- Aus dem Tagebuch eines Hundes / 2. Teil – Ein hündischer Hör-Monolog für Herrchens Frauchen und Frauchens Herrchen, gelesen von Andreas Mannkopff mit Musik von Niels Fölster, hoerbuchedition words & music, 2009, ISBN 978-3-9811778-6-2 (Buch & Regie)
- Aus dem Tagebuch eines Hundes / 1. Teil – Ein hündischer Hör-Monolog für Herrchens Frauchen und Frauchens Herrchen, gelesen von Andreas Mannkopff mit Musik von Niels Fölster, hoerbuchedition words & music, 2009, ISBN 978-3-9811778-5-5 (Buch & Regie)
- Die Psychologie der Erbtante – Hörbuch nach Texten von Erich Mühsam, gelesen von Gerd Wameling mit Musik von Sergej Prokofjew gespielt von Johannes Roloff, hoerbuchedition words & music, 2008, ISBN 978-3-9811778-8-6 (Regie)
- Ubu Rex Saxonia – Hörspiel von Peter Eckhart Reichel frei nach dem Theaterstück Ubu Roi von Alfred Jarry mit Andreas Mannkopff, Marie Gruber, Hans Teuscher, Irm Hermann, Gerd Wameling, Peter Schneider, Hilmar Eichhorn, u. v. a. hoerbuchedition words & music, 2008, ISBN 978-3-9811778-7-9 (Buch & Regie)
- Ich hebe meine Augen in die Welt – Groteske Gedichte und ein Prosatext von Alfred Lichtenstein, Hörbuch mit Barbara Wittmann und Detlef Bierstedt mit Musik von und mit Aki Takase und Michael Griener, hoerbuchedition words & music, 2007, ISBN 978-3-9811778-2-4 (Regie)
- Scheerbartiana – Hörbuch mit ausgewählten Texten von Paul Scheerbart, gelesen von Andreas Mannkopff und musikalisch scheerbartisiert von Kurt Holzkämper + Phon B, hoerbuchedition words & music, 2007, ISBN 978-3-9811778-1-7 (Regie)
- Barclay und Felipe – Hörspiel von Peter Eckhart Reichel mit Otto Sander und Manfred Steffen, hoerbuchedition words & music, 2007, ISBN 978-3-9811778-0-0 (Buch)
- Buch ohne Worte – Hörbuch von Daniel Call mit Katy Karrenbauer und Andreas Mannkopff, wortstark, 2005, ISBN 3-920111-29-X (Produktionsleitung)
- Lilo Kaminski – Hörspiel von Hans Dieter Schreeb mit Karen Böhne, Nicola Kirsch, Gedeon Burkhard, Sylvester Groth, Katy Karrenbauer u. a., wortstark, 2005, ISBN 3-920111-23-0 (Co-Regie & Produktionsleitung)
- Fasching / Das Märchen – Volker Lechtenbrink liest Gerhart Hauptmann, wortstark, 2005, ISBN 3-920111-22-2 (Produktionsleitung)
- Bahnwärter Thiel – Mario Adorf liest Gerhart Hauptmann, wortstark, 2004, ISBN 3-920111-21-4 (abschließende Produktionsleitung)
- Das Meerwunder – Thomas Fritsch liest Gerhart Hauptmann, wortstark, 2006, ISBN 3-920111-17-6 (Produktionsleitung)
- wortstarke Portraits – Horst Pillau im Gespräch mit Curth Flatow, wortstark, 2005, ISBN 3-920111-19-2 (Produktionsleitung)
- wortstarke Portraits – Horst Pillau im Gespräch mit Friedrich Schoenfelder, wortstark, 2006, ISBN 3-920111-18-4 (Regie & Produktionsleitung)
- wortstarke Portraits – Horst Pillau im Gespräch mit Wolfgang Rademann, wortstark, 2006, ISBN 3-920111-16-8 (Regie & Produktionsleitung)
- Klassentreffen – Hörspiel nach dem gleichnamigen Theaterstück von Claus Chatten mit Dirk Bach und Klaus Chatten, wortstark, 2006, Promotionproduktion (Produktionsleitung)
- Unser Dorf soll schöner werden – Hörspiel nach dem gleichnamigen Theaterstück von Claus Chatten mit Heinz W. Krückeberg, wortstark, 2006, Promotionproduktion (Produktionsleitung)
- Die Frau im Dunkeln, Chanson-Text-Collage von Evelin Förster mit Regina Lemnitz und Günter Barton, duo-phon records, 2009, ISBN 978-3-937127-15-6 (Regie)
- Das fabelhafte Leben der Josephine Baker – Hörcollage mit Regina Lemnitz, Manfred Lehmann, Hans Teuscher, Barbara Becker u. a. 3 CD / Gesamtspieldauer: 229 Minuten, duo-phon records, 2006, ISBN 3-937127-10-0 (Texteinrichtung & Regie)
- Otto Reutter: „Wie wird man Humorist?“, Theatergeschichten, Schnurren und Couplets, Hörcollage mit Walter Plathe und Horst Maria Merz (Piano), duo-phon records, 2004, ISBN 3-937127-05-4 (Texteinrichtung & Regie)
- Der große Munkepunke, Die lyrisch-groteske Welt des Alfred Richard Meyer, Hörcollage mit Jörg Gudzuhn, Thomas Pigor und Gunter Schoß, duo-phon records, 2003/4, ISBN 3-937127-06-2 (Texteinrichtung & Regie)
- Die Entstehungsgeschichte der Dreigroschenoper, Hörcollage u. a. mit Judy Winter, Friedrich Schoenfelder, Sylvester Groth, Katherina Lange, Pigor und Eichhorn, Cora Frost, Ulrike Burkhard, duo-phon records, 2002, ISBN 3-937127-00-3 (Texteinrichtung & Regie)
- Solo für ein Mannequin von Grieneisen, Hommage an Valeska Gert, Hörcollage mit Monika Hansen und Gerd Wameling, duo-phon records, 2001, ISBN 3-937127-00-3 (Texteinrichtung & Regie)

## E-Book-Veröffentlichungen
- Hörbuch und Self-Publishing: Selbstverleger als Hörbuchproduzenten, hoerbuchedition words and music, Berlin 2016, Kindle Edition, (Text & Herausgeber)
- 17 Bagatellen / Gedichte, ebuchedition words and music, Berlin 2015, Reihe: VERSCHLUSSSACHEN – DIE GEHEIME BIBLIOTHEK DER UNBEKANNTEN DDR-AUTOREN, Kindle Edition, (Text & Herausgeber)
- Im Schraubstock / Ungelöschte Momentaufnahmen (1976–1980), ebuchedition words and music, Berlin 2015, Reihe: VERSCHLUSSSACHEN – DIE GEHEIME BIBLIOTHEK DER UNBEKANNTEN DDR-AUTOREN, Kindle Edition, (Text & Herausgeber)